# Seán French (Politiker, 1931)
Seán French (* 8. November 1931 in Cork, Irland; † 25. Dezember 2011 in Schull, County Cork) war ein irischer Politiker der Fianna Fáil und Lord Mayor of Cork.

## Leben
French war der Sohn seines gleichnamigen Vaters und arbeitete zunächst als Verwaltungsmitarbeiter in den staatlichen Kornmühlen. Er wurde Mitglied des Cork City Council und war von 1976 bis 1977 Lord Mayor of Cork.
Bei der Nachwahl für den verstorbenen Seán Casey im Wahlkreis Cork Borough gelangte French als Teachta Dála (Abgeordneter) in den Dáil Éireann. Bei den Wahlen zum Dáil Éireann 1969 im Wahlkreis Cork City North-West konnte er seinen Sitz ebenso verteidigen wie bei den Wahlen 1973, 1977 (für Cork City), 1981 und im Februar 1982 (jeweils für Cork North-Central). Bei den Wahlen im November 1982 verlor er seinen Sitz. Er trat dann nicht mehr zu den Wahlen an.
French war mit Patricia verheiratet und hatte mit ihr sieben Kinder.